# Micha de Winter
Micha de Winter (Oss, 29 juni 1951) is een Nederlandse hoogleraar in de pedagogiek.

## Leven en werk
De Winter werd in 1951 in Oss geboren als zoon van de chemicus Max de Winter en van Bertine Meijer, en is de jongere broer van televisieproducent Harry de Winter. Hij studeerde psychologie in Utrecht. In 1986 promoveerde hij in Tilburg bij J.D. Ingleby en H.F.M. Peeters op het proefschrift Het voorspelbare kind. Vroegtijdige onderkenning van ontwikkelingsstoornissen (V.T.O.) in wetenschappelijk en sociaal-historisch perspectief.
Hij werd in 1988 aangesteld als universitair hoofddocent bij de faculteit sociale wetenschappen van de Universiteit Utrecht. Zijn benoeming tot bijzonder hoogleraar Innovaties in de primaire ouder- en kindzorg volgde in 1989. Hij wisselde in 1999 van leerstoel. Ditmaal werd hij benoemd tot bijzonder hoogleraar sociale en affectieve vorming van jeugdigen. In 2004 werd hij benoemd tot faculteitshoogleraar op de Langeveldleerstoel, genoemd naar de pedagoog Martinus J. Langeveld en in 2017 werd hij benoemd tot gewoon hoogleraar maatschappelijke opvoedingsvraagstukken. Op 31 mei 2017 was zijn afscheid als faculteitshoogleraar en de afscheidsrede was getiteld Pedagogiek over hoop: het onmiskenbare belang van optimisme in opvoeding en onderwijs.
De Winter publiceerde een groot aantal boeken en artikelen op zijn vakgebied. Daarnaast adviseerde hij het ministerie van Volksgezondheid, Welzijn en Sport over jeugd- en gezinsbeleid en opvoedingsvraagstukken. De Winter was van 2001 tot en met 2012 kroonlid van de Raad voor Maatschappelijke Ontwikkeling (RMO), een adviesorgaan van de Nederlandse regering en het Nederlandse parlement. Voor deze raad schreef hij o.a. in 2002 het nieuwjaarsessay "Over last van jongeren en de lusten van een buurtpedagogische aanpak".

## Commissie-De Winter
Een commissie onder leiding van De Winter heeft van 2014 tot 2019 een uitgebreid onderzoek gedaan naar misstanden in de Nederlandse gezondheidszorg. In juni 2019 publiceerde de commissie haar eindrapport “Onvoldoende beschermd, geweld in de Nederlandse jeugdzorg van 1945 tot heden”. Het eindrapport werd aangeboden aan de ministers van Volksgezondheid, Welzijn en Sport en van Justitie en Veiligheid. De commissie stelde vast dat overheid en verantwoordelijke instellingen jongeren in de jeugdzorg onvoldoende hebben beschermd tegen fysiek, psychisch en seksueel geweld. De commissie beval regering en instellingen aan om de fouten uit het verleden te erkennen en om maatregelen te treffen om de jeugdzorg veiliger te maken. Per 1 oktober 2019 heeft de commissie haar werkzaamheden definitief beëindigd.
Eerder onderzocht De Winter de oorzaken van radicalisering onder jongeren.

## Persoonlijk
De Winter is getrouwd en heeft een dochter en een zoon. In 2022 maakte hij met zijn broer Harry en documentairemaakster Natascha van Weezel de EO-documentaire Broertje, waarin de broers een voettocht maken van kamp Sachsenhausen naar het Duitse stadje Havelberg; dezelfde route die hun vader liep, nadat hij bevrijd werd uit het kamp. Harry de Winter was op dat moment al ongeneeslijk ziek en is kort daarna overleden.